# Zaglik
Zaglik (en arménien Զագլիկ, en azéri Zəylik) est une communauté rurale de la région de Martakert, au Haut-Karabagh. Elle compte 200 habitants en 2005.